# Basiano
Basiano ist eine italienische Gemeinde mit 3678 Einwohnern (Stand 31. Dezember 2023) in der Metropolitanstadt Mailand, Region Lombardei.
Die Nachbarorte von Basiano sind Ornago, Roncello, Trezzano Rosa, Cavenago di Brianza, Pozzo d’Adda, Cambiago und Masate.

## Bevölkerungsentwicklung
Basiano zählt 1218 Privathaushalte. Zwischen 1991 und 2001 stieg die Einwohnerzahl von 2590 auf 2868, was einem Zuwachs von 10,7 % entspricht.